# Železno hribovje
Železno hribovje je hribovje v mitologiji J.R.R. Tolkiena, ki leži vzhodno od Ereborja (Samotna gora). Tu izvira reka Carnen (Rdeča voda), ki se na jugu izliva v Rhûnsko morje.
Sem se je zatekel Dain Železnonogi II. s svojimi tovariši, ko je Samotno goro zavzel Smaug.